# Hollóháza
Hollóháza là một thị trấn thuộc hạt Borsod-Abaúj-Zemplén, Hungary. Thị trấn này có diện tích 2,36 km², dân số năm 2010 là 872 người, mật độ 369 người/km².